# Helen Landgarten
Helen B. Landgarten (* 4. März 1921 in Detroit; † 23. Februar 2011 in Los Angeles) war eine US-amerikanische Psychotherapeutin. Sie war neben Edith Kramer und Judith A. Rubin eine der führenden Pionierinnen der Kunsttherapie, einer Psychotherapieform, die mit nonverbalen, rein gestalterischen Mitteln arbeitet. Seelische Prozesse des Patienten zeigen sich in seinen Collagen, Zeichnungen, Malereien oder Bildhauereien und können bearbeitet oder stellvertretend im Kontext der Gestaltung verändert und so bewältigt werden.
Helen B. Landgarten war Professorin und Direktorin der Fakultät für Klinische Kunsttherapie an der Loyola Marymount University in Los Angeles. Sie arbeitete als Kunstpsychotherapeutin in der psychiatrischen Abteilung des Cedars-Sinai Medical Center. Als Ehrenmitglied des amerikanischen Berufsverbandes des Kunsttherapeuten trug sie dazu bei, dass die Kunsttherapie zunächst in den USA und zunehmend auch in Europa sowie überall auf der Welt Verbreitung fand. In Deutschland, Schweden, Russland, Israel, Südafrika und Brasilien hat Helen Landgarten zahlreiche Workshops geleitet. Darüber hinaus schrieb sie mehrere Bücher, von denen bisher zwei ins Deutsche übersetzt wurden.
In ihrem ersten Buch mit dem Titel Klinische Kunsttherapie vermittelt Helen Landgarten ihren reichen Erfahrungsschatz, erworben durch jahrzehntelange Praxis. Dieses Grundlagenwerk zeigt die ganze Anwendungsbreite der Therapieform in der Arbeit mit allen Altersgruppen in den verschiedensten Settings.
In ihrem zweiten Buch Kunsttherapie als Familientherapie befasst die Autorin sich ausschließlich mit der Kunsttherapie für Familien. Fallbeispiele verschiedenster Diagnosen sind entwicklungschronologisch aufgebaut und zeigen die schlüssige Verbindung beider Therapieformen, gegründet auf einer gemeinsamen, partnerschaftlichen Ebene der Auseinandersetzung für Eltern, Kinder und sogar Großeltern. Die gemeinsam gestalteten Arbeiten im Rahmen einer Familientherapie bilden die Grundlage zur Analyse unbewusster Botschaften und damit die Voraussetzung für Verständigung und Veränderung.

## Schriften
- Klinische Kunsttherapie. Gerardi/Verlag für Kunsttherapie, Karlsruhe 1990, ISBN 3-927948-57-8.
- Kunsttherapie als Familientherapie. Gerardi/Verlag für Kunsttherapie, Karlsruhe 1991, ISBN 3-927948-76-4.